# Krzemlin
Krzemlin (niem. Kremlin) – wieś w Polsce położona w województwie zachodniopomorskim, w powiecie pyrzyckim, w gminie Pyrzyce.
W latach 1975–1998 miejscowość administracyjnie należała do województwa szczecińskiego.
W 2010 roku został wybudowany orlik Krzemlin. Jest założona drużyna piłki nożnej i siatkówki dziewcząt. W wiosce znajduje się świetlica oraz centrum kształcenia i biblioteka. 

## Zabytki
- kościół z pocz. XX w. z ozdobną, neogotycką wieżą i nawą poszerzoną krużgankiem.
- parterowy dwór o cechach barokowych z XVIII w. otoczony parkiem[3].